# مينت سوي
مينت سوي (بالبورمية: မြင့် ဆွေ)؛ تنطق [mjɪ̰ɰ̃ sʰwè]؛ من مواليد 24 يونيو 1951) هو سياسي بورمي، يشغل حاليًا منصب رئيس بالنيابة لجمهورية اتحاد ميانمار (بورما). وهو أيضًا النائب الأول لرئيس ميانمار. شغل سابقًا منصب القائم بأعمال رئيس ميانمار بعد استقالة الرئيس تين كياو في 21 مارس 2018. كما شغل منصب رئيس وزراء منطقة يانغون من 30 مارس 2011 إلى 30 مارس 2016. وفي 30 مارس 2016، أدى اليمين الدستورية كنائب رئيس ميانمار. وهو ضابط عسكري سابق من أصل مون في جيش ميانمار برتبة فريق.
أُعلن عن مينت سوي رئيسًا بالنيابة بعد الانقلاب في 1 فبراير 2021 ونقل السلطة إلى مين أونغ هلاينغ.
تخرج من أكاديمية خدمات الدفاع في عام 1971 ضمن من الدفعة الخامسة عشرة. أصبح عميدًا وقائد فرقة المشاة الخفيفة 11 في عام 1997، وعُيّن قائدًا للقيادة الجنوبية الشرقية وعضوًا في مجلس الدولة للسلام والتنمية في عام 2001. نُقل إلى منصب قائد قيادة يانغون ورُقي إلى رتبة لواء. كما شغل منصب رئيس مجلس السلام والتنمية التابع لمقاطعة يانغون.
أصبح رئيس شؤون الأمن العسكري بعد تطهير خين نيونت في عام 2004. أصبح رئيس مكتب العمليات الخاصة - 5 (BSO-5) في يناير 2006. وهو أول من ضابط من عرقية مون يُرقى إلى رتبة فريق عام 2005. تمت ترقيته إلى مدير التموين، وقد تردد أنه التالي في الترتيب ليحل محل مونغ أيي في عام 2009.
نفذ 3 أحداث رئيسية أثناء قيادته لقيادة يانغون، واعتقل أفراد عائلة ني وين في عام 2002 بعد الكشف عن مؤامرة انقلابية مزعومة، واعتقل خين نيونت ورفاقه في عام 2004 في عملية تطهير فصيل المخابرات العسكرية وسحق ثورة الزعفران. في 2007. تم انتقاد أفعاله بعد إعصار نرجس. تعامل مع النشطاء بقسوة في فترة الانتخابات العامة قبل 2010.

## الحياة السياسية

### رئيس وزراء منطقة يانغون
رُشح رئيسا لوزراء منطقة يانغون بعد الانتخابات العامة من قبل الرئيس ثين سين. وجرى ترشيحه لمنصب نائب رئيس بورما بعد استقالة تين أونغ مينت أو في عام 2012، لكنه لم يتأهل وفقًا لدستور بورما، حيث كان أحد أصهاره مواطنًا أستراليًا في ذلك الوقت.

### نائب الرئيس
في 11 مارس 2016، عينه نواب مجلس الاتحاد المعين عسكريًا كأحد نواب رئيس ميانمار. حصل على 213 صوتًا في 15 مارس 2016 وأصبح النائب الأول لرئيس حكومة تين كياو. أدى اليمين الدستورية في 30 مارس 2016.

### التمثيل الرئاسي
في 21 مارس 2018، عقب الاستقالة المفاجئة لتين كياو كرئيس لميانمار، أدى ميينت سوي اليمين كرئيس بالنيابة بموجب دستور ميانمار، والذي دعا أيضًا بييداونغسو هلوتاو إلى اختيار رئيس جديد في غضون سبعة أيام من استقالة تين كياو.
في 1 فبراير 2021، أصبح مينت سوي مرة أخرى رئيسًا بالإنابة بعد إقالة وين مينيت من منصبه من قبل القوات المسلحة الميانمارية، عُقب الانقلاب الذي قام به الجيش.